# ラヴラ

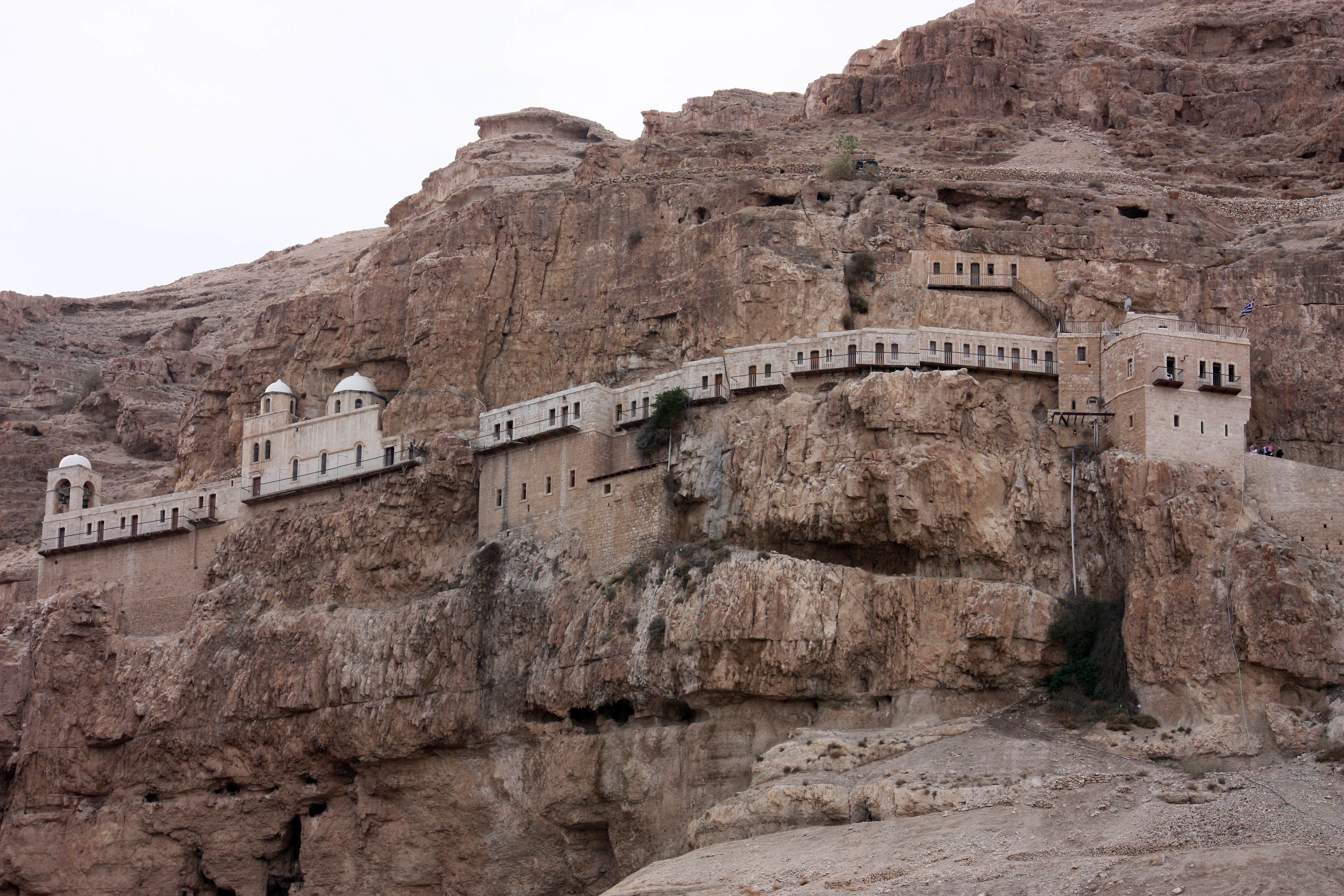
パレスチナのエリコに創設されたギリシャ正教の初期のラウラ、「ドウカのラウラ」（4世紀）は、現在は誘惑の修道院として受け継がれている。現在の建築物自体は19世紀に再建されたもの。

ラヴラ、もしくはラウラ（ギリシア語: Λαύρα, ロシア語・ウクライナ語・セルビア語: Ла́вра, 英語: Lavra, Laura）は、正教会、およびそれ以外の東方教会の一部に存在する修道の形態の一つ、またその修道を行う者達の共同体。
語源となる古代ギリシア語のΛαύρα（ラウラ）は、細い通路や幅の狭い小径という意味であった。そして、ユダヤ砂漠で隔絶した洞窟や小部屋に住み週のほとんどを独居生活を送り修道を行う東方教会の隠修士たちの隠修様式を指していた。週末の土曜日は小部屋や洞窟の中心部に設けられたリフェクトリーで共同の食事を取ると、また小部屋や洞窟に戻り祈りを中心とした「悪魔と戦う」独居生活に戻った。隠修士たちは独居生活の間に手工芸品の制作も手掛けており、週末はその完成品を届け、新たな材料を得る機会でもあった。当時のラウラは共同体というより、コミュニティに近いものだった。
アトス山は当初「独住」の修道形式を受け継いだが、徐々に共住修道の修道院形式に移り変わっていった。
この原義から転じて、ロシア正教会、ウクライナ正教会における大きな規模・高い格式を示す称号として修道院名に付される用法や、アトス山におけるメギスティス・ラヴラ修道院（ギリシア語: Μονή Μεγίστης Λαύρας）のように固有名詞の一部となる用法がある。

## 修道形態
修道形態としては、個人で砂漠や森に入って行う隠遁修道と、修道院で共同作業を行いつつ集団で生活する集団修道の間に位置づけられる。ラヴラでは修道院長は存在するが、普段は個々人で生活しつつ、主日などの教会の祭日には聖体礼儀のために聖堂に集まるという形態がとられる。
聖大エウシミオス（聖大エウフィミイ、473年没）がラヴラをパレスティナに5世紀に創建したのがラヴラ制のはじまりとされる。

## ラヴラの名・格式を持つ修道院一覧
年代は創建年。

### 正教会
- ウクライナ正教会
  - キエフ・ペチェールシク大修道院(1598)
  - 生神女就寝ポチャイフ大修道院(1833)
  - 生神女就寝スヴャトヒルシク大修道院(2004)
- ギリシャ系（コンスタンディヌーポリ総主教庁、ギリシャ正教会ほか）
  - マル・サバ（聖サバス）修道院(483)
  - メギスティス・ラヴラ修道院（10世紀）
  - 聖ラヴラ修道院（10世紀）
- ロシア正教会
  - 至聖三者聖セルギイ大修道院（創建は1345年、ラヴラの格式が与えられたのは1744年）
  - アレクサンドル・ネフスキー大修道院（1797）

### 東方典礼カトリック教会
- ウクライナ東方カトリック教会
  - 聖母被昇天ウニフ大修道院(1898)